# Ульссон, Мартин
Ма́ртин То́ни Ва́йква У́льссон (швед. Martin Tony Waikwa Olsson; 17 мая 1988, Евле) — шведский футболист, защитник шведского « Мальме» и сборной Швеции.

## Клубная карьера
Карьера Мартина Ульссона началась в скромном «Хёгаборге», где также, в своё время, начинал известный шведский футболист Хенрик Ларссон. Там, Мартин, своей игрой, привлёк внимание европейских скаутов и в январе 2006 года подписал контракт с молодёжной командой «Блэкберн Роверс».
Дебютировал за основную команду в Кубке УЕФА в сезоне 2007/08 где на последних минутах вышел на замену. 30 декабря 2007 года дебютировал за клуб в Премьер лиге в матче против «Дерби Каунти». Выйдя на замену на 84-й минуте. В мае 2008 года продлил контракт с «Блэкберн Роверс» до лета 2012 года. 24 сентября 2008 года забил свой первый гол за «Блэкберн Роверс» в игре Кубка Лиги с «Эвертоном». Первый мяч в Премьер-лиге пришёлся на 10 февраля 2010 года. В этот день «Блэкберн Роверс» принимал «Халл Сити», и мяч Ульссона оказался единственным в матче. В июне 2010 года Мартин подписал новый пятилетний контракт с «Блэкберн Роверс», действительный до лета 2015 года.
В июле 2013 года Ульссон перешёл в «Норвич Сити», с которым заключил контракт на четыре года. 17 января 2017 года стало известно о переходе Ульссона в «Суонси Сити» за сумму около £4 млн.

## Карьера в сборной
Ульссон провёл несколько матчей за сборную Швеции (до 19 лет) и Швеции (до 21 года). За основную сборную провёл 38 матчей и забил 5 голов. Участник чемпионатов Европы 2012 и 2016 годов. На обоих чемпионатах принял участие во всех матчах шведской сборной, которая оба раза покидала турнир после группового этапа.
Ульссон был включён в состав сборной на чемпионат Европы 2020, но из-за травмы не смог поехать на турнир и был заменён на Пьера Бенгтссона.

## Личная жизнь
Ульссон родился в семье шведа и кенийки. Его брат-близнец Маркус, тоже футболист, выступавший в составе «Блэкбёрн Роверс» на протяжении шести лет, бывший игрок сборной Швеции, сейчас играет за «Хальмстад». Их сестра Джессика — жена бывшего баскетболиста «Даллас Маверикс» Дирка Новицки.